# NGC 7782
NGC 7782 je spirální galaxie v souhvězdí Ryb. Její zdánlivá jasnost je 12,2m a úhlová velikost 2,2′ × 1,3′. Je vzdálená 246 milionů světelných let, průměr má 160 000 světelných let. Galaxii objevil 12. listopadu 1784 William Herschel.